# Энвигадо
Энвигадо (исп. Envigado) — город в Колумбии, расположен в департаменте Антьокия. Расположен к юго-востоку от Медельина.

## История

Карта города

Поселение Энвигадо было образовано в 1775 году, статус города получил 1814 году. По поводу названия города есть две гипотезы. Согласно первой, в окрестностях города не было больших деревьев и для строительства домов использовались небольшие пучки древесины, которые произрастали на местных балках (vigas). Кроме того, поскольку слово viga означает в испанском языке ещё и строительную балку, вероятно это тоже могло стать причиной названия города, так как для строительства домов использовались старые балки от мостов.

## Достопримечательности
Главной достопримечательностью города является Церковь Гертруды Великой (1859—1897).

## Культура и спорт
В городе базируется футбольный клуб «Энвигадо».

## Преступность
В городе располагается штаб-квартира наркокартеля Энвигадо, с которым правительство ведёт вооружённую борьбу.